# Trio ABC da Portela
O Trio ABC da Portela foi um conjunto musical carioca de samba, formado na década de 1960 por Colombo, Noca da Portela e Picolino da Portela. Fez sucesso apresentando-se em programas de TV como Chacrinha e Flávio Cavalcante e em teatros da cidade, animou muitos bailes de carnaval e participo da gravação de alguns discos.

## Carreira
Em 1966, Paulinho da Viola convidou Noca para ingressar na Ala dos Compositores da escola de samba Portela, onde este conheceu Colombo e Picolino e fundaram o grupo. O trio chegou a gravar alguns compactos e seus componentes, em parcerias com outros compositores, foram contemplados com vários sambas vencedores em carnavais na Portela.
Em 1967, participou do II Concurso de Música de Carnaval promovido pela Secretaria de Turismo e pelo Museu da Imagem e do Som em parceria com a TV Excelsior.
Entre cerca de 2 mil músicas inscritas de diversos estados, 12 (doze) entre as 36 (trinta e seis) classificadas foram gravadas a fim de integrar o acervo do Museu da Imagem e do Som, num trabalho feito por “cobras” da música popular como Jacob do Bandolim, Mozart Araújo, Alberto Rego, Lúcio Rangel e Juvenal da Portela.
No júri, membros do Conselho Popular do Museu da Imagem e do Som: o acadêmico Marques Rebelo, a escritora Eneida, o maestro Guerra Peixe, o produtor Haroldo Costa, o poeta Hermínio Belo de Carvalho, o jornalista Brício de Abreu, o diretor do conselho de música popular Ricardo Cravo Albim, Alberto Rego, Ilmar Carvalho, Juvenal Portela, Lúcio Portela, Lúcio Rangel, Mauro Ivã, Mozart de Araújo, Paulo Medeiros e Albuquerque, Sérgio Cabral e a Sra. Maria Helena Dutra.
O prêmio, em dinheiro, seria distribuído aos cinco primeiros colocados da seguinte forma: NCR$ 10 mil para o primeiro colocado, NCR$ 5 mil para o segundo, NCR$ 3 mil para o terceiro, NCR$ 2 mil para o quarto e NCR$ 1mil para o quinto colocado.
O vencedor receberia ainda o troféu “Lamartine Babo” e o melhor intérprete, o troféu “Carmem Miranda de Ouro”. Às 36 músicas classificadas foi assegurada a execução obrigatória nos bailes oficiais do Estado nos festejos de Momo do ano seguinte.
O grupo classificou duas músicas entre as 36: “É Bom Assim”, defendida por Gasolina, e “Portela Querida”, que foi gravada por Elza Soares.
Do concurso também participaram nomes consagrados em outros festivais; entre os finalistas, Pixinguinha, Zé Kétti e Eliziete Gomes, uma menina de 13 anos.
A final do concurso ocorreu no dia 09/12/1967, no Maracanãzinho. A grande vencedora foi “Amor de Carnaval”, de Zé Ketti, interpretada pelo próprio. “Portela Querida” ficou em 5º lugar e Elza Soares, que a interpretou, conquistou o troféu “Carmem Miranda de Ouro”, que foi entregue por Aurora Miranda (irmã de Carmem Miranda).
Após vencer o concurso o grupo fez bastante sucesso, participando de programas de auditório e de rádio e fazendo diversos shows pela cidade.
Com a saída de Picolino, Edir Gomes, hoje integrante da Velha Guarda Show, ocupou o seu lugar.
Em 1976, já com nova formação, o grupo emplacou o samba campeão para o carnaval 1976, “O Homem do Pacoval”.
Após uma década de sucesso o grupo foi desfeito.
Fonte: Site Portelaweb